# Libhošťská hůrka
Libhošťská hůrka je kopec/hora s nadmořskou výškou 494 m v Libotínských vrších ve Štramberské vrchovině v pohoří Podbeskydská pahorkatina. Nachází se na území obcí Rybí, Libhošť a Závišice v okrese Nový Jičín v Moravskoslezském kraji a na Moravě. Kopec, který se nachází mezi těmito obcemi, byl využíván k těžbě kamene i písku. Povrch hory je tvořen z bašských písčitých vápenců až vápnitých pískovců s občasnými výchozy skal. V době ledové severní svahy Libhošťské hůrky formoval zaniklý ledovec, o čemž svědčí nálezy bludných balvanů včetně pazourků a morén. V době ledové to byla osamělá hora mezi ledovci, tzv. nunatak. Archeologické nálezy dokládají osídlení v době kamenné.

## Další informace
Kopec je zalesněný a téměř k vrcholu vede turistická trasa.